# Elyes Gabel
Elyes Cherif Gabel (ur. 8 maja 1983 w Londynie) – brytyjski aktor filmowy, telewizyjny, teatralny i głosowy.

## Filmografia

### Filmy fabularne
- 2011: Kingdom of Dust jako Ahmed
- 2011: Everywhere and Nowhere jako Jaz
- 2013: Czas zapłaty jako Ruan Sternwood
- 2013: Anatomia prawdy jako Adam Lucas
- 2013: World War Z jako Andrew Fassbach
- 2014: Interstellar jako administrator
- 2014: Rok przemocy jako Julian
- 2015: Tajniacy: Mniejsze zło (Spooks: The Greater Good) jako Adem Qasim

### Seriale TV
- 2001: Na sygnale (Casualty) jako Jean-Claude Tournier
- 2004: Na sygnale jako Jude
- 2004: Doctors jako Steve
- 2004–2007: Na sygnale jako Jean-Claude Tournier
- 2009: Waterloo Road jako Rob Cleaver
- 2011: Psychoville jako Shahrouz
- 2011–2012: Rodzina Borgiów jako książę Djem
- 2011–2012: Gra o tron jako Rakharo
- 2012: Milczący świadek jako Umar
- 2013: Anatomia prawdy jako detektyw Adam Lucas
- 2014–2018: Skorpion jako Walter O’Brien
- 2015: Posłańcy (The Messengers) jako Walter

### Gry wideo
- 2010: Apache: Air Assault – głos